# Jane Deley
Jeanne dite Jane Deley, née au Creusot le 28 juillet 1878 et morte le 13 juillet 1949 à Grimaud (Var), est une peintre, illustratrice, aquarelliste et pastelliste française.

## Biographie
Compagne d'Henri Desgrange, elle se fait connaître en 1928 par une exposition de paysages de Saint-Tropez, de Cannes, de la Marne, de portraits et de fleurs chez Blanche Guillot et prend part aussi au Salon des indépendants et au Salon des Tuileries.